# Febra sângelui (Star Trek: Voyager)
„Febra sângelui” (titlu original: „Blood Fever”) este al 16-lea episod din al treilea sezon al serialului TV american științifico-fantastic Star Trek: Voyager și al 58-lea în total. A avut premiera la 5 februarie 1997 pe canalul UPN.

## Prezentare
Vorik îi transmite Pon farr B'Elannei Torres.